# Eelderwolde
Eelderwolde is een dorp in de gemeente Tynaarlo in de Nederlandse provincie Drenthe. Het grenst aan de grotere plaatsen Eelde-Paterswolde en Groningen. Tot de gemeentelijke herindeling lag een deel van het dorp in de voormalige gemeente Haren, sindsdien vormt dit onderdeel van de gemeente Groningen.
Eelderwolde is gelegen op de noordelijke uitloper van de Rug van Tynaarlo, in een laagveenlandschap ten zuiden van de stad Groningen. Langs vrijwel de gehele doorgaande weg in het dorp (Groningerweg) staat bebouwing. Het inwoneraantal van Eelderwolde was in 2016 2.365, waarvan circa 310 in het 'oude' dorp wonen en de rest van de inwoners in Ter Borch. Per 1 januari 2023 was het inwonertal 3.165.
Ten oosten van Eelderwolde liggen de plassen Paterswoldsemeer, Hoornsemeer en de Hoornseplas waardoor er veel recreatiemogelijkheden zijn.

## Geschiedenis
Rond 1850 was Eelderwolde een gehucht met maar zes huizen en boerderijen. Eelderwolde was toen verbonden met Groningen en Eelde via de Hooiweg, tegenwoordig Madijk. In 1870 werden de nieuwe Groningerweg en Veenweg geopend, waardoor Eelderwolde een wegdorp werd. Vanaf 1896 liep de paardentramlijn van Groningen naar Eelde door het dorp. In 1921 werden de paarden door Ford-motortractie vervangen, en in 1929 volgde de autobus. In 1938 hield deze tramwegmaatschappij op te bestaan.
In de zomer van 2005 is begonnen met de aanleg van de nieuwbouwwijk Ter Borch. De wijk zal uiteindelijk plaats bieden aan 1250 huizen en is onderverdeeld in de deelwijken Tuinwijk, Waterwijk, Rietwijk en Groene Lint. Begin 2007 zijn de eerste woningen van de deelwijk Tuinwijk opgeleverd. Momenteel is men bezig met de realisatie van Rietwijk en Waterwijk, door de nieuwe vaarverbinding en sluis is het voor de meeste bewoners van Waterwijk mogelijk met hun bootje naar het Paterswoldsemeer te varen.
De gemeente Groningen had plannen om het noordelijkste stukje grond van het dorp te kopen van de gemeente Tynaarlo om het gebied te kunnen ontwikkelen als bedrijventerrein, maar zag hier vanwege de economische crisis van af. In 2015 besloot de Gemeente Tynaarlo het stuk grond zelf te ontwikkelen onder de naam Businesspark Ter Borch. Er zijn inmiddels onder andere een Van der Valk hotel, een McDonald's en een crematorium, genaamd 'Ommeland en Stad', gebouwd.

## Bekende inwoners
- Ben van Voorn (1927-2004), kunstschilder en striptekenaar
- Henk Nijdam  (1935-2009), wielrenner (geboren in de buurtschap Halfweg, toentertijd behorende tot het Harense gedeelte van het dorp Eelderwolde)